# Invallning
Invallning görs för att hindra översvämningar från sjöar eller vattendrag på värdefull jordbruksmark. Själva invallningen utgörs normalt av en jordvall, som bör packas väl. Ofta finns en pumpstation för kunna hålla nere grundvattenytan på åkern och därmed undvika syrgasbrist i rotzonen.

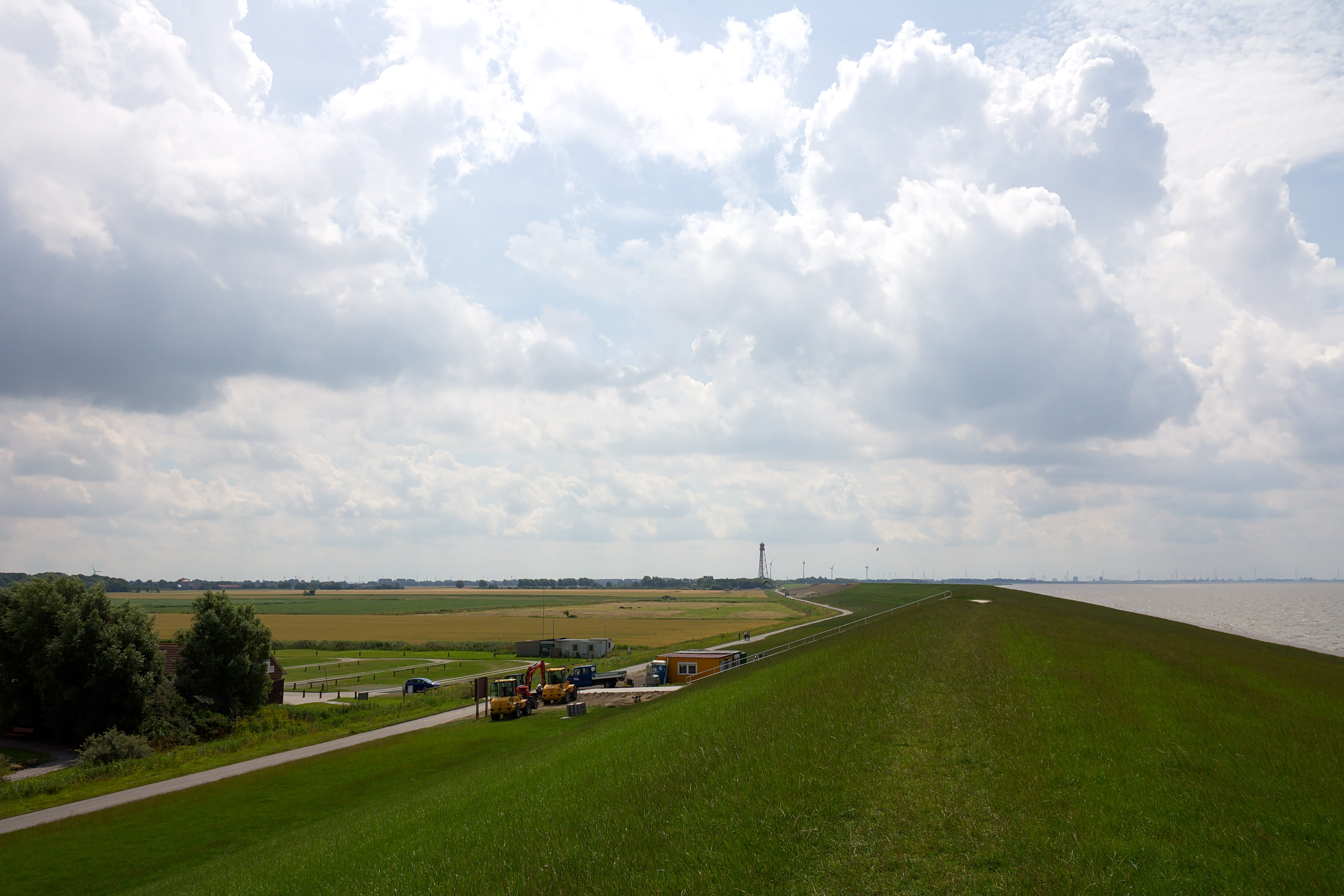
Vall vid Upleward (Krummhörn) i Niedersachsen

Invallningar kan skada våtmarker eller sumpskogar som är beroende av översvämningar för att fungera normalt. 
Invallning kan också vara en vall runt en tank eller dylikt, som innehåller minst hela tankens volym som säkerhet vid läckage.